# Lewis K. Rockefeller

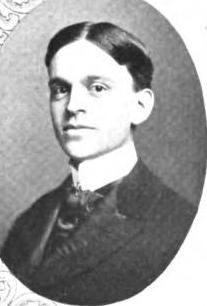
Lewis K. Rockefeller (1903) - US-amerikanischer Politiker

Lewis Kirby Rockefeller (* 25. November 1875 in Schenectady, New York; † 18. September 1948 in Canaan, New York) war ein US-amerikanischer Politiker. Zwischen 1937 und 1943 vertrat er den Bundesstaat New York im US-Repräsentantenhaus.

## Werdegang
Lewis Kirby Rockefeller besuchte öffentliche Schulen. 1898 graduierte er am New York State College in Albany. Danach war er Principal an der Grammar School in North Germantown. Zwischen 1898 und 1904 arbeitete er im Finanzbüro vom New York State Department of Public Instruction. Dann war er zwischen 1905 und 1915 Hauptbuchhalter im Gemeinderechnungsbüro des Office of the New York State Comptroller. 1915 wurde er Deputy State Tax Commissioner – ein Posten, den er bis 1921 innehatte. Dann war er zwischen 1921 und 1933 als Deputy State Commissioner of Taxation and Finance tätig. 1933 arbeitete er als Rechnungs- und Wirtschaftsprüfer. Politisch gehörte er der Republikanischen Partei an. Er nahm 1936 als Delegierter an der Republican National Convention in Cleveland teil.
Er wurde in einer Nachwahl im 27. Wahlbezirk von New York in den 75. Kongress gewählt, um dort die Vakanz zu füllen, die durch den Tod von Philip A. Goodwin entstand. Seinen Sitz im US-Repräsentantenhaus nahm er am 2. November 1937 ein. Bei den Kongresswahlen des Jahres 1938 wurde er in den 76. Kongress gewählt. Er wurde noch einmal wiedergewählt. Da er auf eine erneute Kandidatur 1942 verzichtete, schied er nach dem 3. Januar 1943 aus dem Kongress aus.
Nach seiner Kongresszeit war er als Rechnungsprüfer und Steuerberater in Chatham tätig. Er verstarb am 18. September 1948 in Canaan. Sein Leichnam wurde auf dem gleichnamigen Friedhof in Kinderhook bestattet. 